# 冰舞

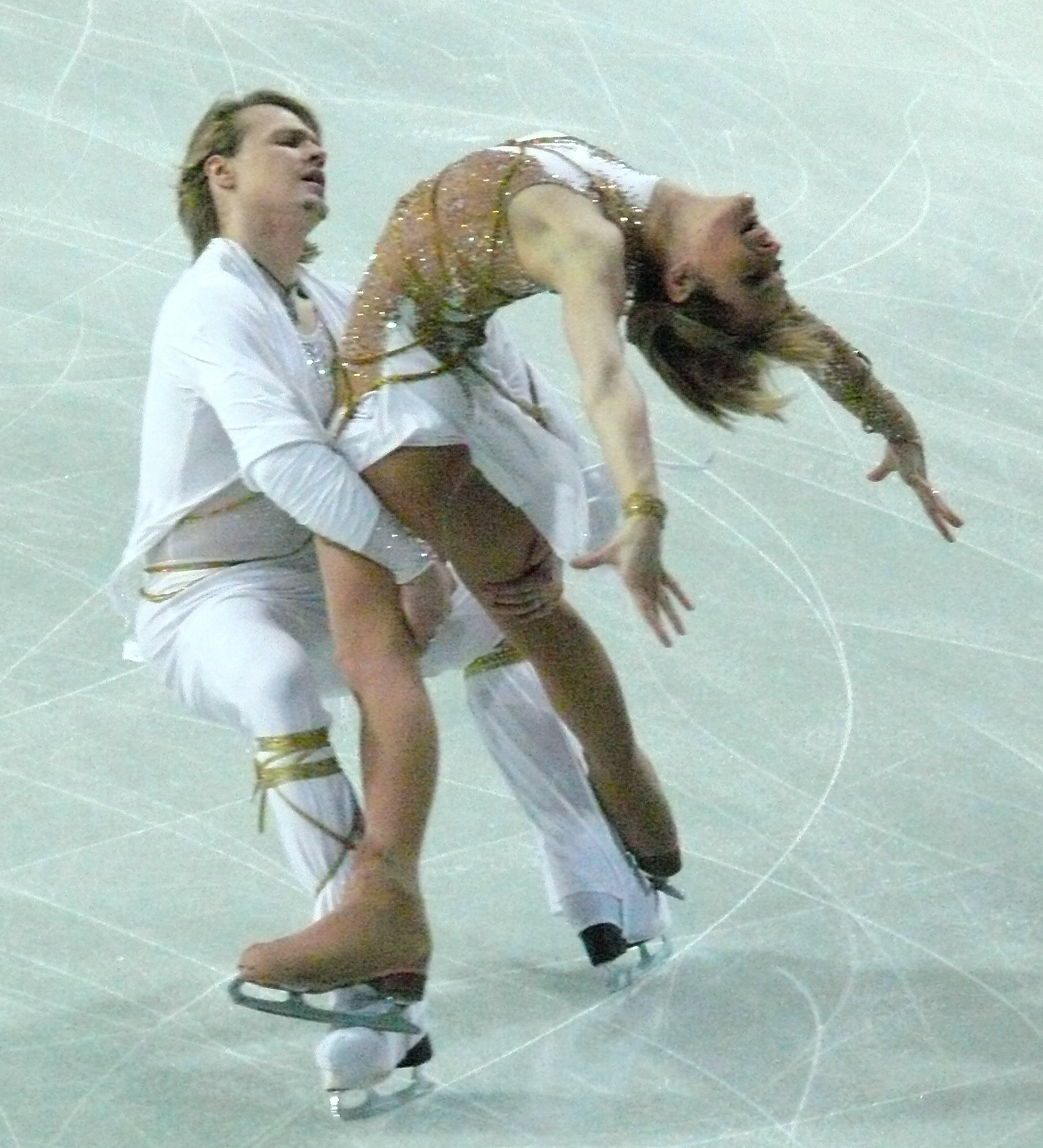
冰舞舞蹈者奥尔巴丹柯娃和马克辛斯塔维斯基.

冰舞是一种花样滑冰，源于交谊舞。第1次世界花样滑冰錦標賽在1952年举行，但是直到1976年才成为冬季奥林匹克运动会的体育项目。 
冰舞属于双人花样滑冰的一种，在比赛中选手搭档由一男一女組成。 由于严格的托举限制，冰舞又和双人花样滑冰有所不同，冰舞要求参赛者以男舞者雙手不可高舉過頭的形式表演托舉，且不允许抛掷和跳跃之类的动作。 一般来说，搭档们之间的距离不能超过两个手臂的长度；本来搭档应该在整个比赛中保持托举，但是这个规定在现代冰舞中没有那么严格了。
冰舞和其他冰上竞技的另一个区别在于表演中音乐的选择。在冰舞表演中，参赛者必须踩到每个音乐的节拍或节奏。而不管是单人还是双人滑冰者经常会不自觉地随音乐的旋律舞动，却常常忘记踩到每个拍子，这样会在冰舞比赛中加重扣分。
在一些非国际滑冰联盟的赛事中，单人舞者也可以参与冰舞比赛。

## 比赛部分
以下是冰舞竞技中3大主要竞技内容。规定舞蹈（“CD”），占总比分的10%；编创舞蹈（“OD”），占总分的40%；还有作为在决赛中分出胜负的自由舞蹈("FD")占总分的50%。
而一些比赛，如ISU花样滑冰大奖赛总决赛，比赛内容并没有包括规定舞蹈。2010年賽事後，國際滑冰聯盟投票終止編創舞蹈和規定舞蹈的部分，改由short dance 短曲和 free dance 長曲兩個項目。2018-2019年賽季起又將 Short Dance 改稱為 Rhythm dance 。

### 各賽季短曲規定舞形
成年組 
| 賽季    | 規定舞形           | 舞步                                                                     |
| ------- | ------------------ | ------------------------------------------------------------------------ |
| 2010–11 | 金色華爾茲         | 華爾茲、狐步、快步、探戈擇1或2種                                         |
| 2011–12 | 倫巴               | 恰恰、倫巴、森巴、曼波、美倫格舞擇1至3種                                 |
| 2012–13 | 洋基波爾卡         | 波爾卡、March、華爾茲                                                    |
| 2013–14 | Finnstep           | 快步 可加入狐步、查爾斯頓、搖擺舞擇一或二種                              |
| 2014–15 | 鬥牛舞             | 西班牙舞步，包括荷他舞、方當戈舞、佛朗明哥、鬥牛舞、波麗露舞、Sevillanas |
| 2015–16 | Ravensburger Waltz | 華爾茲 + 狐步、March、波爾卡擇一                                         |
| 2016–17 | Midnight Blues     | Blues + 搖擺舞、嘻哈舞擇一或二種                                         |
| 2017–18 | 倫巴               | 恰恰、倫巴、森巴、曼波、美倫格擇一至三種                                 |

 青年組 
| 賽季    | 規定舞形          | 舞步                                                       |
| ------- | ----------------- | ---------------------------------------------------------- |
| 2010–11 | 維也納華爾茲      | 華爾茲、狐步、快步、探戈                                   |
| 2011–12 | Cha Cha Congelado | 恰恰，可再加上倫巴、森巴、曼波、美格倫擇一                 |
| 2012–13 | 藍調              | 藍調、搖擺舞                                               |
| 2013–14 | 快步              | 快步，可再加入狐步、查爾斯頓舞                             |
| 2014–15 | 銀色森巴          | 森巴，可再加上倫巴、恰恰、曼波、美倫格舞、騷莎舞擇一或二種 |
| 2015–16 | 星光華爾茲        | 華爾茲 + 狐步、March、波爾卡擇一                           |
| 2016–17 | blues             | blues + swing、hip hop擇一或二種                           |

## 规定舞蹈
规定舞蹈，要求固定的样式和舞步，大部分源自於交谊舞。规定舞蹈就是在标准音乐伴奏下进行滑冰表演，而每種音乐有特定节拍，且每对搭档严格按照相同的舞线表演。在规定舞蹈中，舞者的默契和技术能力是很重要的。在美国这種舞蹈很少被电视轉播，因为虽然从技术上来說冰舞有很大挑战性，但是对于一般观众来说娱乐性不高。
参赛的舞者在标准舞蹈中进行表演，例如：两个搭档肩并肩舞动的“金里安”位置；面对面舞动的“华尔兹”位置；还有“狐步”位置，要求舞者肩并肩，但是上身彼此带有一点有角度。规定舞蹈包括倫巴，洋基，波爾卡，金色华尔兹和午夜布鲁斯.

## 编创舞蹈
冰舞比賽是按照規定舞蹈、創編舞蹈和自由舞蹈順序進行。規定舞蹈的動作得佔總得分的3成。國際滑聯技術委員會每年會公布4個規定舞蹈，其中包括華爾茲舞。在比賽前會抽籤決定運動員需跳的兩個規定舞蹈。每個舞蹈的評分包括了「技術分」和「節奏分」兩項。

## 自由舞蹈
自由舞
自由舞蹈是花式滑冰冰舞的項目，是指「自選的舞蹈步法」和「新編排而成的整套舞蹈」，須自選音樂，比賽時間爲四分鐘。評分會按運動員的「技術水平分」和「藝術印象分」給予，得分佔總分數的一半。

## 花样滑冰托举
冰舞中的托举动作与双人滑的有些不同。男性舞者不能双手举过头顶，且通常不允许杂技式托举。在参赛者托举时，方向和高度转变得越多，越灵活，这组的分数也就越高。裁判是根据动作要求的分数段来裁决记分的。

## 跳跃和旋转
不允许一般花样滑冰的跳跃，但现在允许“半式”跳跃了。
冰舞中旋转动作要求两个选手必须同轴旋转，这和双人滑冰的旋转要求相同。

## 冰舞的历史
在英国，冰舞有着久远的传统。现今比赛中采用的规定舞蹈很多是从20世纪30年代的英国舞蹈家沿袭下来的，而且第1批世錦賽的十六對選手中有12对是来自英国的选手。英国队著名的杰尼.托维尔和克里斯托弗.蒂安于1984年在萨拉热窝赢得了奥林匹克金牌。他们以一场扣人心弦的自由式滑冰表演赢得了6.0分的骄人成绩，其中比赛的舞曲选择的是拉维尔的波乐若。 
在20世纪70年代初，冰舞表演的“领头人”大部分由苏联的队伍包辦，在此之后由俄国独领风骚。俄国式冰舞尤其强调速度和力量，甚至为此可以忽略掉表演中追求的精准度。例如，在规定舞蹈中，為了讓舞蹈流程更好或提高速度，讓表演看起來更吸引人，而在舞步样式和时间上做轻微的改变，这些改变根据“规则说明手册”是不完全正确的。俄国的冰舞者在表演舞蹈时夸张而又怪异的服装也成为一大看点。
在20世纪90年代时，国际滑冰联盟开始限制在冰舞中过度夸张的表演方式，首先要求表演回归到交谊舞的最初习惯，逐步在音乐和舞步中加入一些严格的限制。然而，这样的改变把冰舞变得十分乏味，于是在一片抱怨声中，這些限制逐漸取消，取而代之的是在编创舞蹈和自由舞蹈中对舞者和特定技术元素的要求。 这些改变的影响是：把评分重心轉移到技术性和竞技性上，而较少注重表演效果，但表演时還是要跟上音樂节拍。

## 國際性比賽
- 冬季奥林匹克运动会花样滑冰比赛
- 世界花样滑冰锦标赛
- 国际滑冰联盟花样滑冰大奖赛
- 四大洲花样滑冰锦标赛
- 欧洲花样滑冰锦标赛